# Agitated Screams of Maggots
「Agitated Screams of Maggots」（アジテイテッド・スクリームズ・オブ・マゴッツ）は、日本のバンドDIR EN GREYのメジャー20枚目のシングル。

## 概要
- アルバム『THE MARROW OF A BONE』に先駆けてリリースされたシングル。2006年8月に行なわれた日本武道館でのライブ「TOUR06 INWARD SCREAM」にて先行披露されている（当時は正式なタイトルは決まっていなかった）。
- 薫曰く「DIR EN GREY史上最狂の曲」
- 夏に行なわれたKORN主催の「THE FAMILY VALUES TOUR」への渡米前にはすでにレコーディング及びミックス作業まで済ませていた。最終的なマスタリング作業までは既にメンバーは渡米した後だったため立ち会うことが出来ず、日本に残ったスタッフ陣のみで完成を見届けることとなった。[1]
- 「Agitated Screams of Maggots」のPVで流れたアニメーションは、Toshiyaの発案により黒坂圭太が手がけることとなった。MTVで見た同監督の作品が非常にインパクトがあったことからコンタクトを取って実現した。PVは後半のあまりの残虐さからほとんどモザイクがかけられており、遂には放送禁止となった。当PVは全てアニメーションのみで構成されており、メンバー自体は出演していないが、メンバーの顔の絵のみがわずかながら登場している。
- ジャケットも同じく黒坂が手がけているが、あまりにもグロテスクであるということでソニー側が難色をしめし、結局書き直された。
- 初回生産限定版は紙ジャケット仕様、ステッカー封入。店によってはポスターやその他の特典をもらうことも出来た。
- アルバム『THE MARROW OF A BONE』では、タイトル表記が全て大文字の「AGITATED SCREAMS OF MAGGOTS」に改変されている。
- 22ndシングル「GLASS SKIN」のカップリングには同曲のアンプラグド版が収録されている。

## 収録曲
1. Agitated Screams of Maggots
（作詞:京　作曲・編曲:DIR EN GREY)
サビ部分ではDieとToshiyaとのコーラスの掛け合いも聞くことができる。歌詞は全英語詞で構成されている。
2. 孤独に死す、故に孤独。[LIVE]
（作詞:京　作曲・編曲:DIR EN GREY）
3. Spilled Milk [LIVE]
（作詞:京　作曲・編曲:DIR EN GREY）
4. OBSCURE [LIVE]
（作詞:京　作曲・編曲:DIR EN GREY）
Live take at NIPPON BUDOKAN on July 31 / August 1, 2006
夏に行なわれた日本武道館公演2daysから厳選したライブ音源。この公演の映像はファンクラブ限定DVD『DESPAIR IN THE WOMB』で見ることができる。